# Paul Jessup
Paul Boulet Jessup (né le 23 septembre 1908 à Bellingham et mort le 27 octobre 1992 à Palm Beach) était un athlète américain spécialiste du lancer du disque.
Vainqueur des championnats NCAA en 1930, il s'adjuge les titres du lancer du disque des championnats de l'Amateur Athletic Union (AAU) en 1930 et 1931.
Le 23 août 1930, à Pittsburgh, Paul Jessup établit un nouveau record du monde du lancer du disque avec 51,73 m, améliorant de 70 cm l'ancienne meilleure marque mondiale de son compatriote Eric Krenz. Il se classe huitième des Jeux olympiques de 1932, à Los Angeles, avec un lancer à 45,25 m.